# 인간이 환경에 미치는 영향
인간이 환경에 미치는 영향(또는 인위적 환경 영향)은 인간에 의해 직간접적으로 발생하는 생물 물리학적 환경과 생태계, 생물 다양성 및 천연 자원의 변화를 의미한다. 사회의 요구에 맞게 환경을 수정하면(건축 환경에서와 같이) 지구 온난화, 환경 악화(예: 해양 산성화), 대량 멸종 및 생물 다양성 손실, 생태 위기 및 생태 붕괴를 비롯한 심각한 영향이 발생한다. 전 세계적으로 환경에 (직간접적으로) 피해를 주는 일부 인간 활동에는 인구 증가, 신자유주의 경제 정책 및 급속한 경제 성장, 과잉 소비, 과잉 착취, 오염 및 삼림 벌채가 포함된다.
'인위적'이라는 용어는 인간 활동으로 인한 효과 또는 대상을 나타낸다. 이 용어는 러시아 지질학자 알렉시 파블로프(Alexey Pavlov)가 기술적인 의미로 처음 사용했으며 영국 생태학자 아서 탠슬리(Arthur Tansley)가 극상 식물 군집에 미치는 인간의 영향과 관련하여 영어로 처음 사용했다. 대기 과학자 파울 크뤼천은 1970년대 중반에 "인류세"라는 용어를 도입했다. 이 용어는 때때로 농업 혁명이 시작된 이후 인간 활동으로 인해 발생하는 오염의 맥락에서 사용되지만 인간이 환경에 미치는 모든 주요 영향에도 광범위하게 적용된다. 가열된 환경에 기여하는 인간이 취하는 많은 행동은 전기, 자동차, 비행기, 공간 난방, 제조 또는 산림 파괴와 같은 다양한 원천에서 나오는 화석 연료의 연소에서 비롯된다.

## 같이 보기
- 생물 군계
- 시민과학
- 운명의 날 시계
- 환경 문제
- 바다 쓰레기
  - 태평양 거대 쓰레기 지대
- 지구 위험 한계선
- 지속 가능성
- 과소비
- 과잉인구